# Dermatopsis macrodon
Dermatopsis macrodon is een straalvinnige vissensoort uit de familie van naaldvissen (Bythitidae). De wetenschappelijke naam van de soort is voor het eerst geldig gepubliceerd in 1896 door Ogilby.
De soort bereikt een maximale lengte van 10 cm.
De soort komt voor in de Grote Oceaan voor de kusten van Australië en Nieuw-Zeeland. De soort leeft op diepten tot 10 meter in riffen met een rotsachtige bodem. De vis verschuilt zich in zand of slib onder rotsen.